# Jeroglífico cretense
El jeroglífico cretense es un sistema de escritura silábico que se utilizó en Creta en época minoica, posiblemente de 1900 a. C. al 1650 a. C. Todavía no ha sido descifrado. 
Su corpus lo forman unos 350 documentos que contienen un total de aproximadamente 3000 signos. Hay 96 signos diferentes pero algunos de ellos solo se hallan una vez y quizá haya una parte de ellos que sean formas distintas de otros signos o no pertenezcan al sistema de escritura.

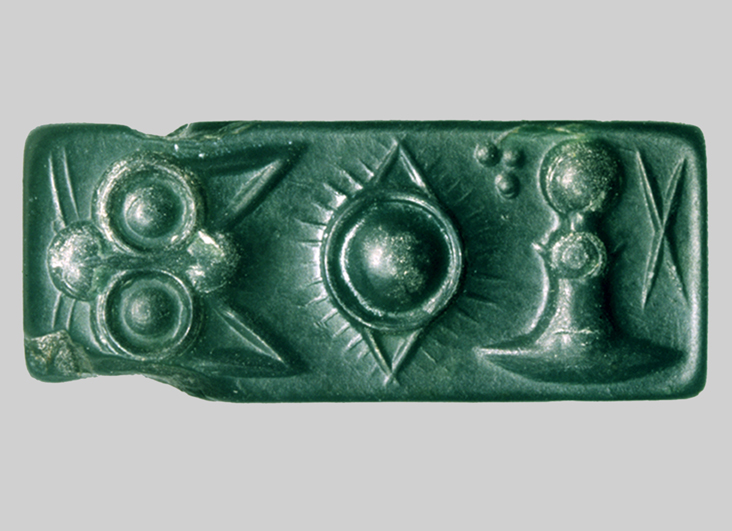
Sello de jaspe verde con jeroglíficos cretenses; 1800 a. C.

Cuando Arthur Evans encontró vestigios de tres escrituras en Creta para la Edad de Bronce, Lineal A, Lineal B y otro más antiguo, consideró este último como anterior en el tiempo a los que él denominó lineales, lo llamó jeroglífico por su parecido, a primera vista, con los jeroglíficos egipcios. 

## Intentos de desciframiento
Benito Gaya Nuño, un lingüista español, propuso un gráfico de la evolución de la escritura cretense de los jeroglíficos a través Lineal A hasta  Lineal B. Desde que el Lineal B fue descifrado en 1950, actualmente es posible hipotetizar sobre los valores fonéticos o pictográficos de ciertos signos.
No es un sistema de escritura pictórico, sino que, juzgando por el número de símbolos que conocemos (unos cien), es un silabario. Sin embargo, es tan poco el material que se conserva y su contenido es tan breve y recurrente que es prácticamente imposible descifrarlo de momento. Se desconoce, por tanto, la lengua que se esconde detrás de esta escritura.

## Restos arqueológicos y epigráficos
La mayoría de las inscripciones en este "jeroglífico" las encontramos en sellos y, en menor medida, sobre arcilla. Los restos han sido hallados en:
- el barrio Mu de Malia (MM II)
- el depósito de jeroglífico en el palacio de Malia (MM III)
- el depósito de jeroglífico en Cnosos (MM II o III)
- el depósito de Petra (MM IIB).

El corpus lo forman:
- documentación en arcilla con inscripciones incisas (CHIC H: 1-122)
- impresiones en sellos(CHIC I: 123-179)
- sellos (CHIC S: 180-314)
- el altar de Malia.

Otros restos, como el disco de Festo, se intentan relacionar con esta escritura, aún sin resultado.

## Relación con el Lineal A
El "jeroglífico" cretense coexisitió con el Lineal A, por ejemplo en los archivos del palacio de Malia. 
El Lineal A tiene unos 10 signos que se puedan encontrar también en el "jeroglífico" cretense con un parecido muy razonable. Por ello y por otras razones se sospecha que puedan estar emparentados, pero son sistemas de escritura distintos tal vez para diferentes lenguas habladas en el mismo lugar o quizá de una misma lengua de dos entidades políticas distintas.